# ایمبولانداندا
ایمبولانداندا (به لاتین: Imbulandanda) یک منطقهٔ مسکونی در سری‌لانکا است که در استان مرکزی (سری‌لانکا) واقع شده‌است.